# Mischocyttarus socialis
Mischocyttarus socialis är en getingart som först beskrevs av Henri de Saussure 1854.
Mischocyttarus socialis ingår i släktet Mischocyttarus och familjen getingar. Inga underarter finns listade i Catalogue of Life.